# Meslan
Meslan (bretonisch: Mêlann) ist eine französische Gemeinde mit 1475 Einwohnern (Stand 1. Januar 2022) im Département Morbihan in der Region Bretagne. Sie gehört zum Gemeindeverband Roi Morvan Communauté.

## Geographie
Meslan liegt im Nordwesten des Départements Morbihan an der Grenze zum Département Finistère und gehört zum Pays du Roi Morvan.
Nachbargemeinden sind Priziac im Norden, Berné im Osten, Guilligomarc’h im Süden, Querrien im Südwesten, Lanvénégen im Westen sowie Le Faouët im Nordwesten.
Der Ort selber liegt, trotz zahlreicher Straßen, welche durch ihn hindurchführen, etwas abseits von wichtigen Durchgangsstraßen. Wenige Kilometer westlich von Meslan führt die D769 von Saint-Pol-de-Léon nach Lorient vorbei. Die wichtigste überregionale Straßenverbindung ist die N165 weiter im Süden. Meslan hatte einen Bahnhof der Chemins de fer du Morbihan.
Die bedeutendsten Gewässer sind der Fluss Ellé sowie die Bäche Noguette, Kerloas, Kervazo und La Gare. Teilweise bilden diese auch gleichzeitig die Gemeinde- und Départementgrenze. Auf Gemeindegebiet befinden sich mehrere Teiche.

## Bevölkerungsentwicklung
| Jahr      | 1962 | 1968 | 1975 | 1982 | 1990 | 1999 | 2006 | 2019 |
| Einwohner | 1835 | 1656 | 1608 | 1630 | 1452 | 1193 | 1242 | 1417 |

## Geschichte
Die Gemeinde gehört historisch zur bretonischen Region Bro Gwened (frz. Vannetais) und innerhalb dieser Region zum Gebiet Bro Bourlet (frz. Pays Pourlet) und teilt dessen Geschichte. Meslan gehört seit 1793 zum Kanton Le Faouët.

## Sehenswürdigkeiten
- Kirche Saint-Melaine aus dem 12.–16. Jahrhundert
- Kapelle Saint-Paterne (auch Saint-Patern) aus dem Jahr 1642
- Kapelle Saint-Georges aus dem 16. Jahrhundert
- Kapelle Sainte-Catherine in Bonigeard aus dem 17. oder 18. Jahrhundert
- ehemalige Kapelle Saint-Armel aus dem 16. Jahrhundert
- Kalvarienberg von Bonigeard aus dem 16. Jahrhundert
- drei Brunnen: Bonigeard, Saint Armel und Bourg
- Schloss Boblaye aus dem 19. Jahrhundert
- Herrenhaus von Kerroualch (auch Villa Mouale) aus dem 17. Jahrhundert
- Herrenhaus von Restinois aus dem 17. Jahrhundert
- ehemaliges Herrenhaus von Stanghingant aus dem 18. Jahrhundert
- alte Mühlen in Beace, L’Etang, Les Landes, Nartnouais und Stenghenegant (auch Stanghingant)
- Stele von Zen Penvern aus der Eisenzeit

Quelle:

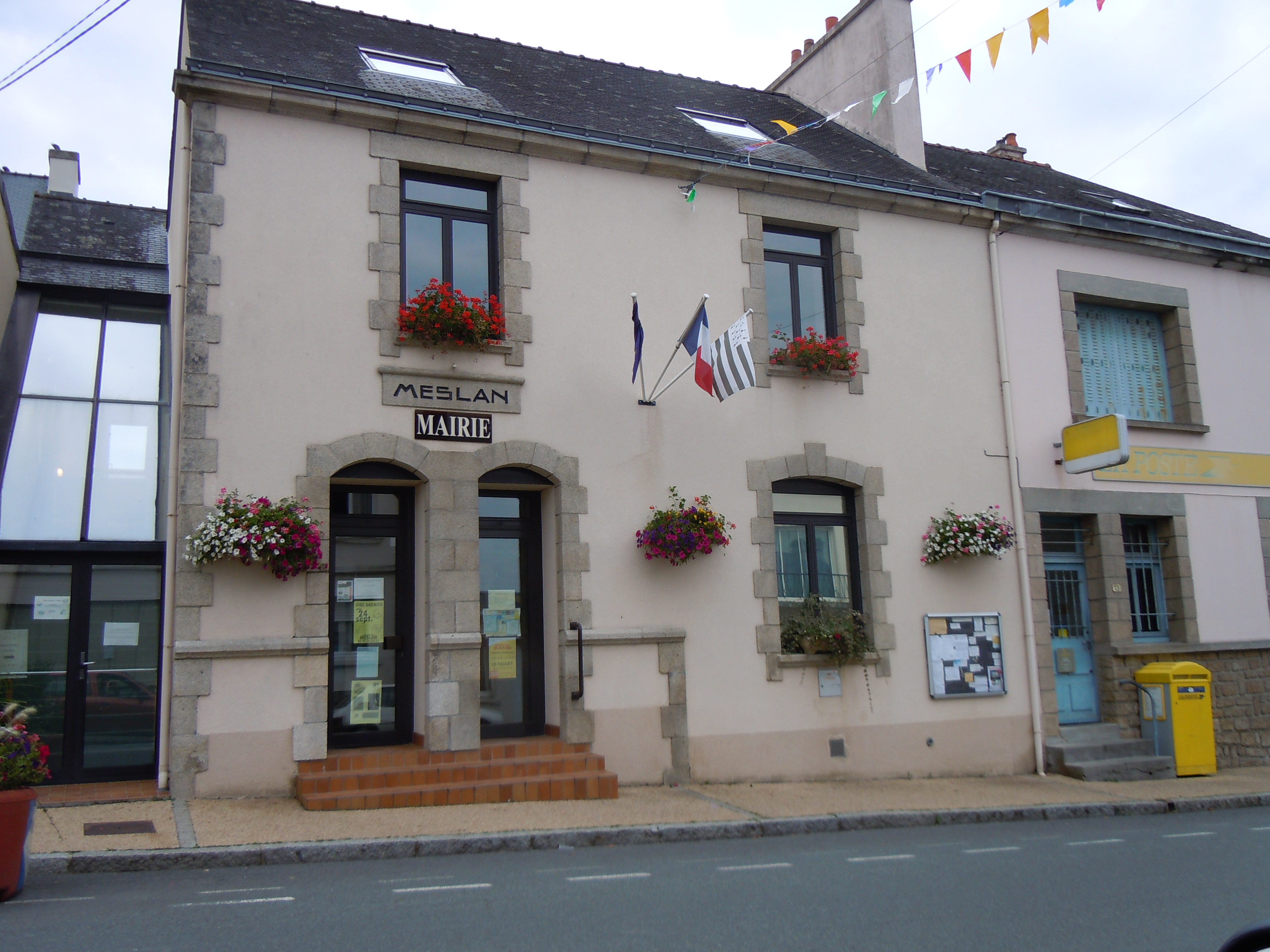
Das Bürgermeisteramt von Meslan
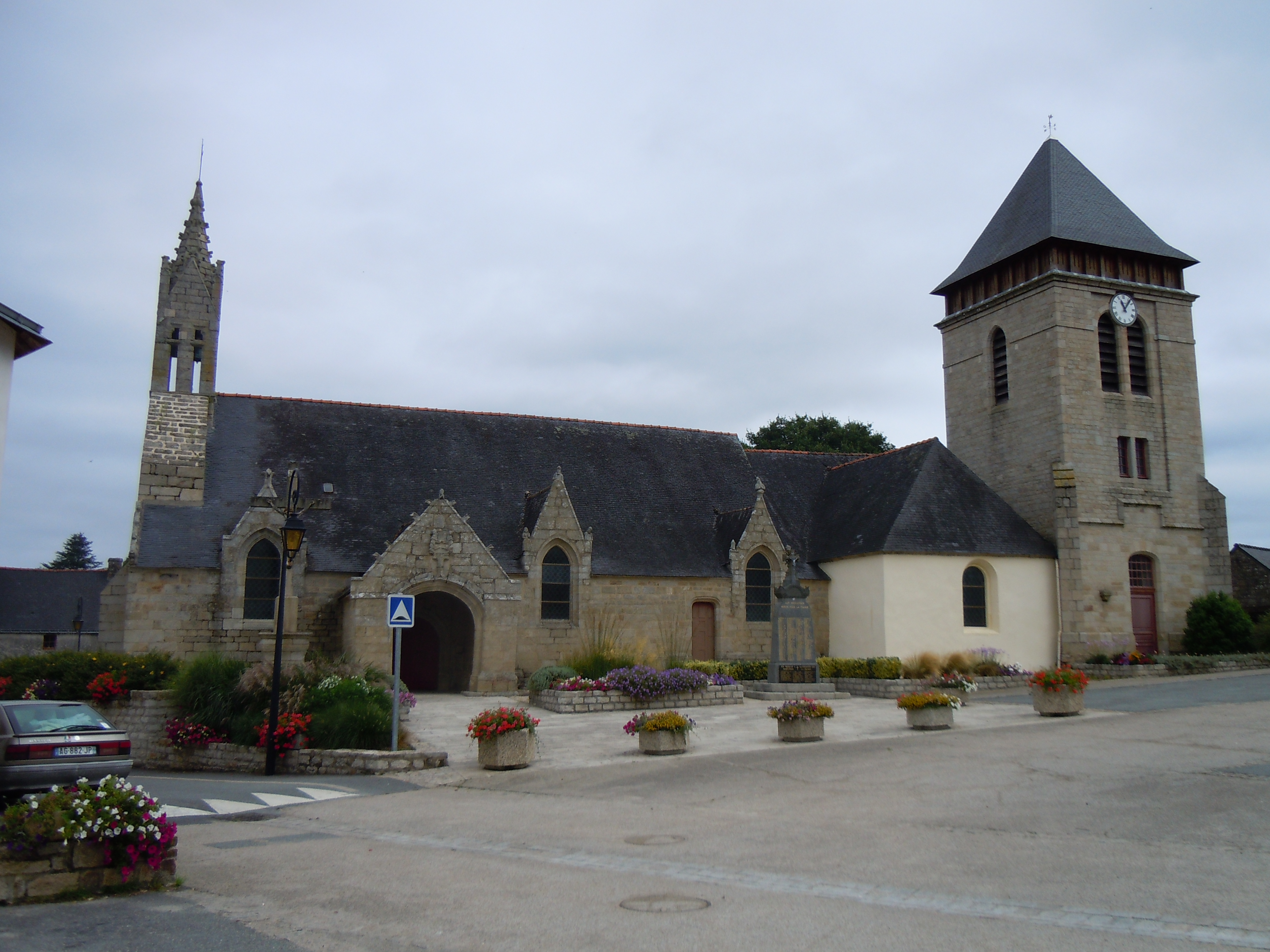
Dorfkirche Saint-Melaine in Meslan
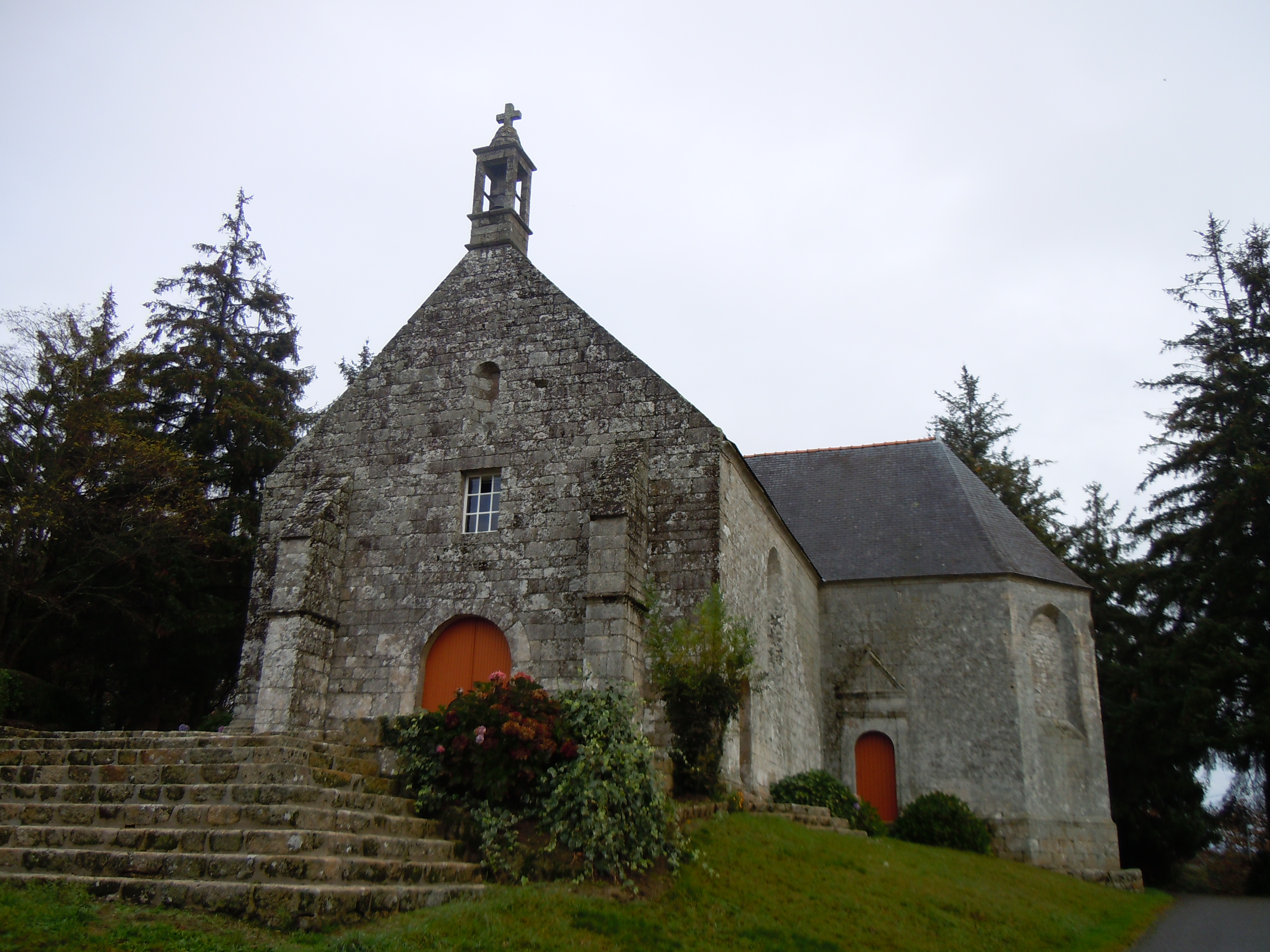
Kapelle Saint-Paterne
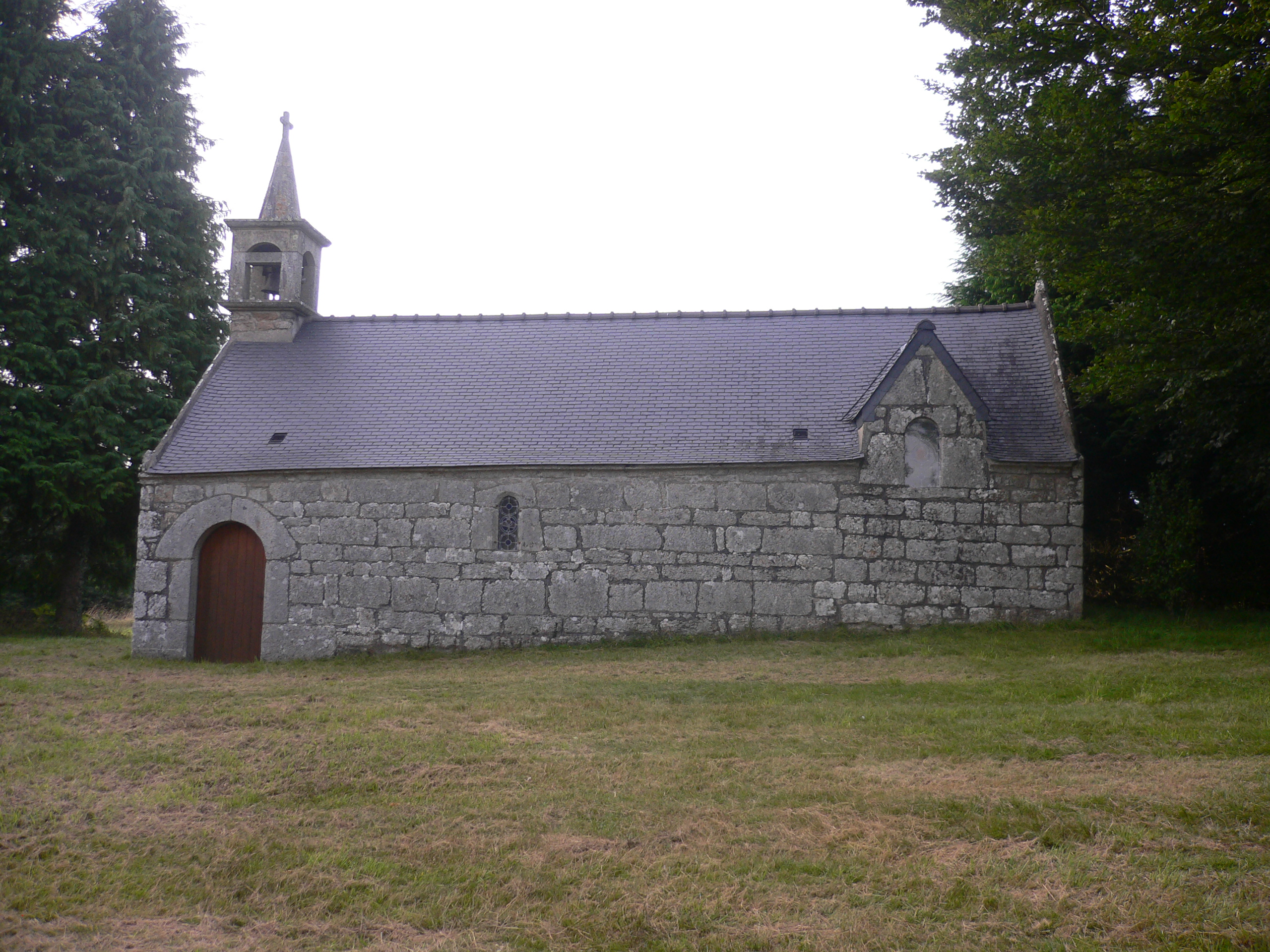
Kapelle Saint-Georges
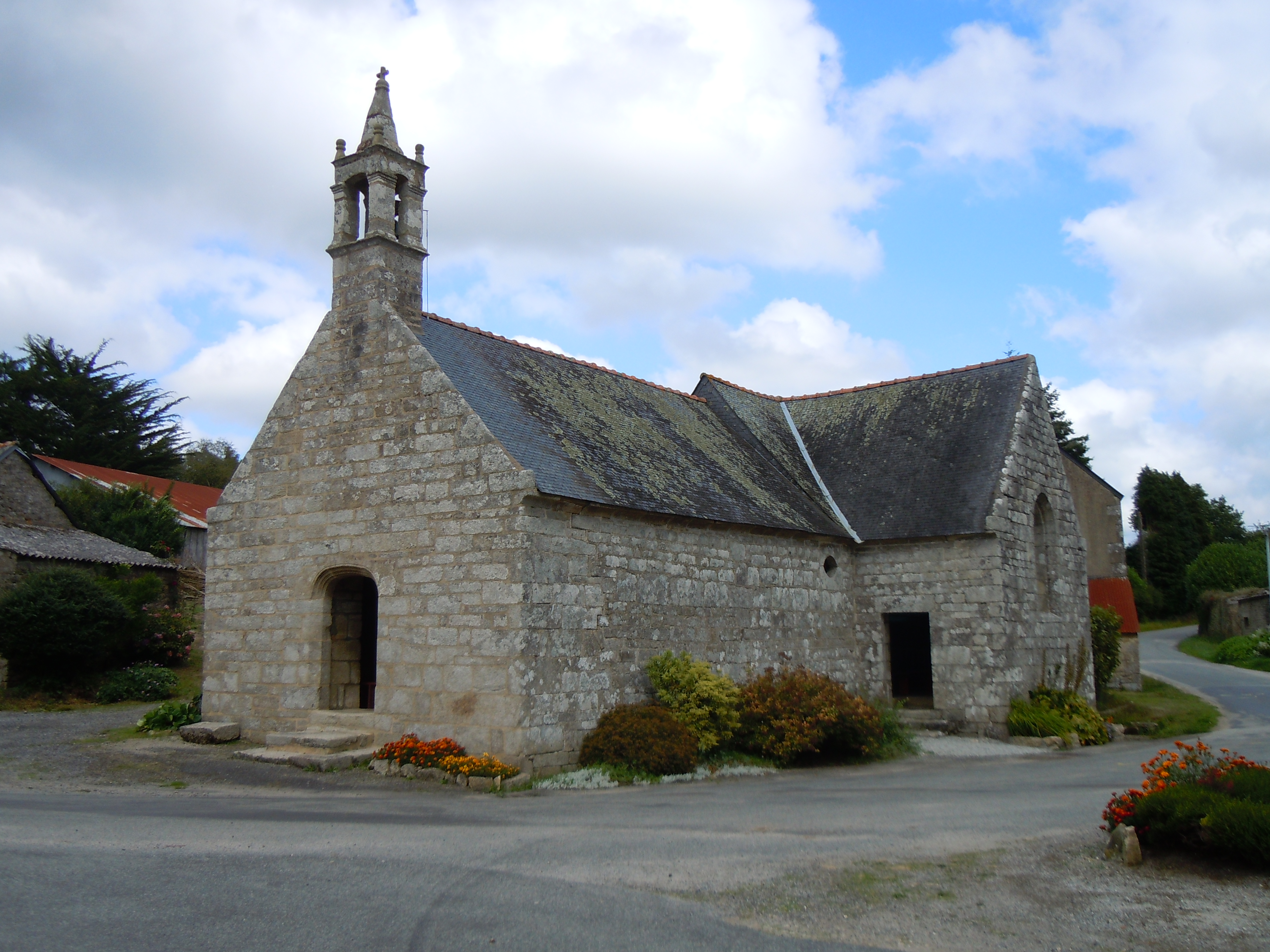
Kapelle Sainte-Catherine
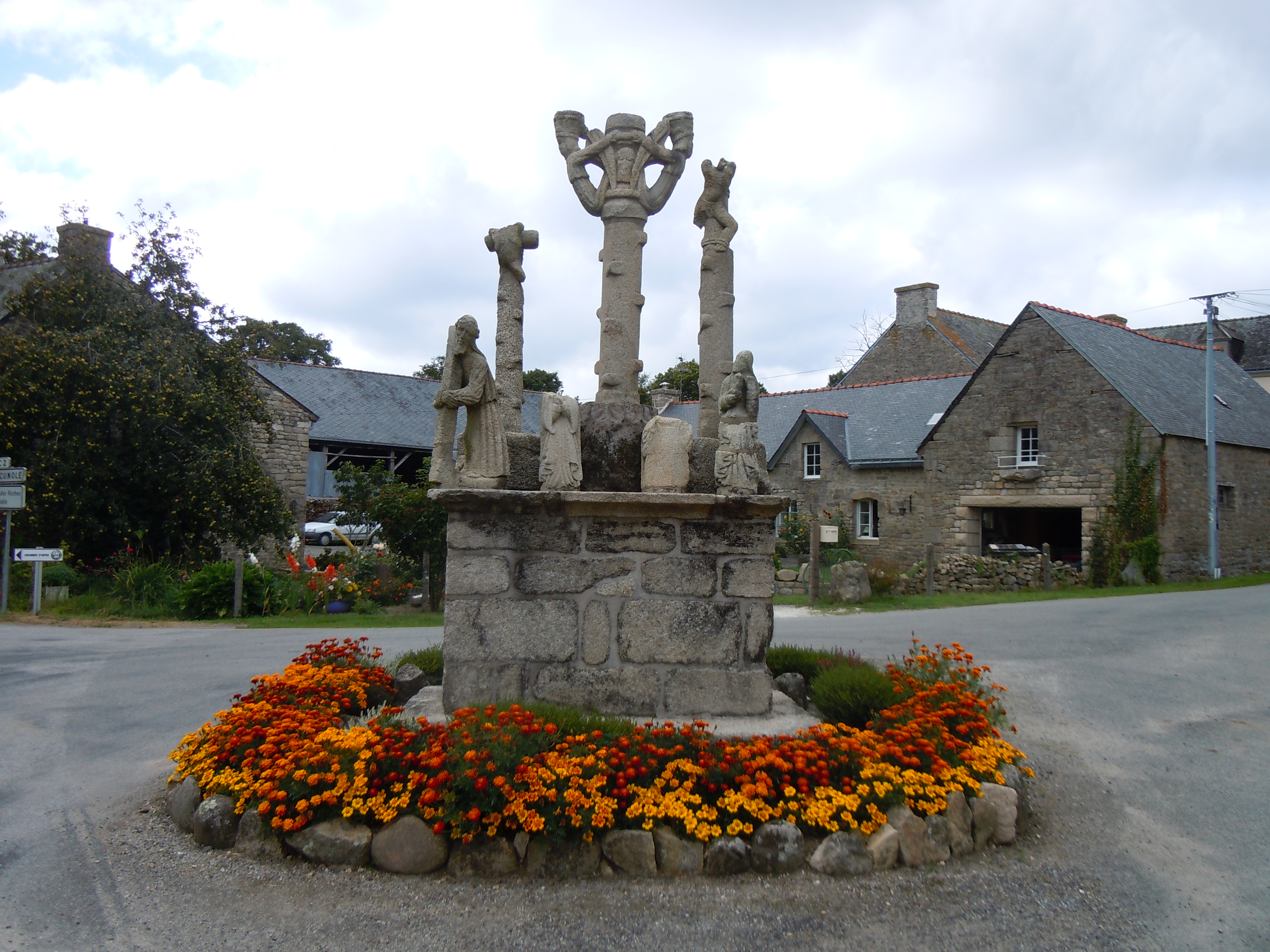
Kalvarienberg von Bonigeard
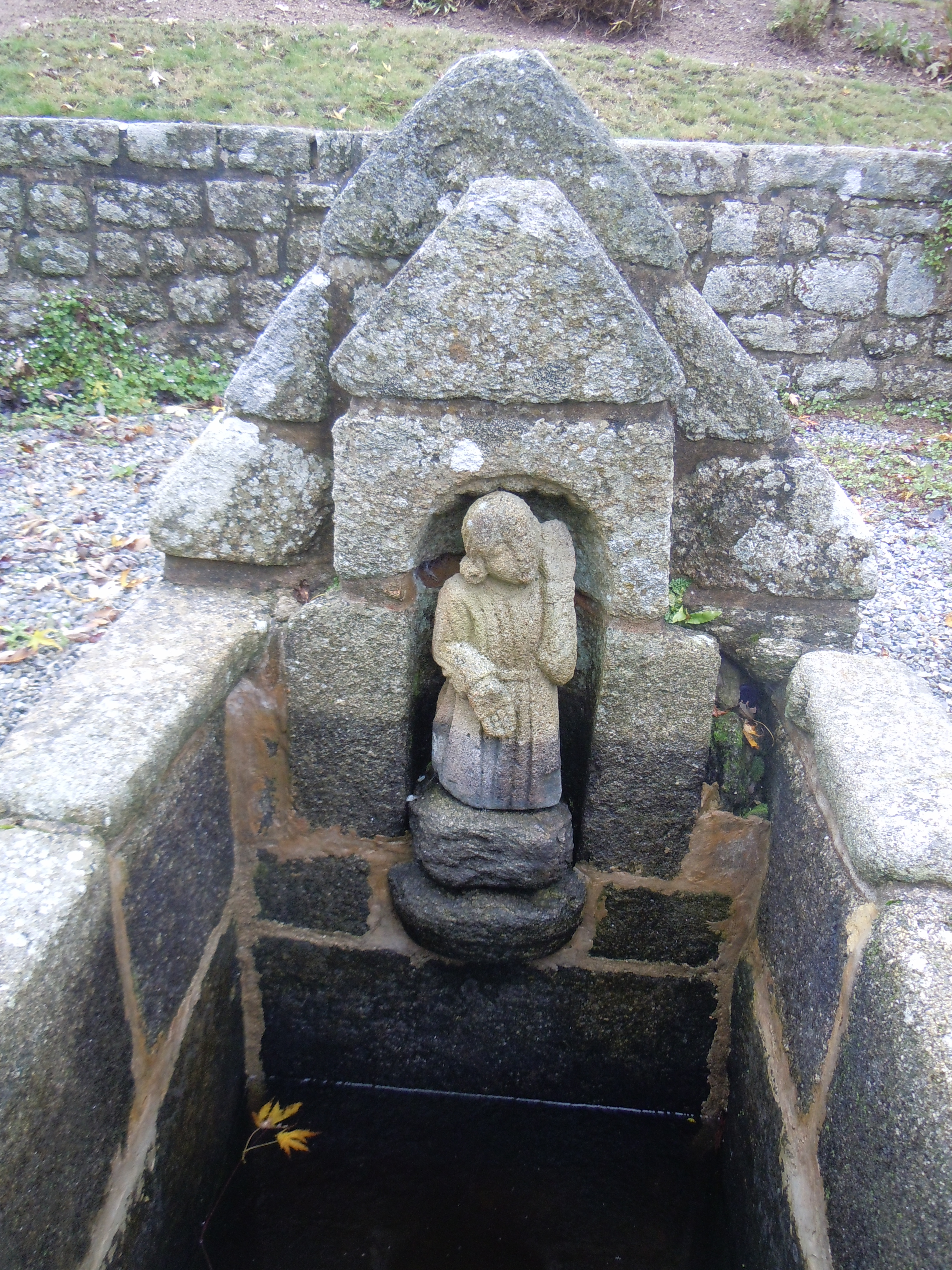
Statue von Saint-Diboen im Brunnen von Bonigeard